# Liandu
Liandu (莲都区,  Liándū Qū) ist ein Stadtbezirk der bezirksfreien Stadt Lishui im Südwesten der chinesischen Provinz Zhejiang. Er hat eine Fläche von 1.494 km² und zählt 562.116 Einwohner (Stand: Zensus 2020).

## Administrative Gliederung
Auf Gemeindeebene setzt sich der Stadtbezirk aus sechs Straßenvierteln, vier Großgemeinden, sechs Gemeinden und zwei Nationalitätengemeinden der She zusammen. 